# Chrbonín
Chrbonín är en ort i Tjeckien.   Den ligger i regionen Södra Böhmen, i den centrala delen av landet, 90 km söder om huvudstaden Prag. Chrbonín ligger 590 meter över havet och antalet invånare är 141.
Terrängen runt Chrbonín är lite kuperad.Runt Chrbonín är det ganska glesbefolkat, med 40 invånare per kvadratkilometer. Närmaste större samhälle är Tábor, 16,2 km väster om Chrbonín. Trakten runt Chrbonín består till största delen av jordbruksmark.